# Focheggiatore

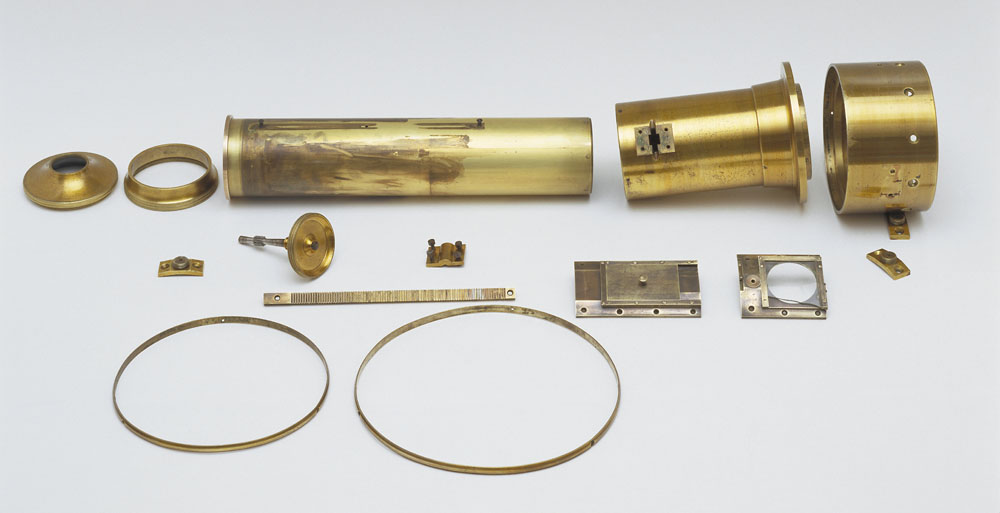
Parti del Telescopio Amici I conservato al Museo Galileo di Firenze, tra cui il focheggiatore.

Il focheggiatore (o fuocheggiatore) è una parte del telescopio che serve a facilitare la messa a fuoco dell'immagine.
È un dispositivo costituito da due tubi solitamente metallici che scorrono l'uno dentro l'altro. Il tubo esterno è solidale al telescopio, quello interno porta gli oculari o la strumentazione. Lo scorrimento del tubo interno rispetto all'altro è regolato da un meccanismo che può essere elicoidale (a vite), a cremagliera, Crayford, monorail (monorotaia) o a tecnologia mista fra queste. Il focheggiatore è indispensabile per mantenere sempre a fuoco l'immagine; infatti la posizione del piano focale rispetto all'obiettivo può cambiare durante le osservazioni per effetto di fenomeni di dilatazione termica.
Il comando del focheggiatore è generalmente manuale, ma può essere anche elettrico (riduce le vibrazioni del telescopio durante il maneggio) o addirittura assistito da un microcomputer che può tenere conto delle variazioni di temperatura ambientali.